# П'ятра (Олт)
П'ятра (рум. Piatra) — село у повіті Олт в Румунії. Адміністративно підпорядковане місту П'ятра-Олт.
Село розташоване на відстані 143 км на захід від Бухареста, 9 км на південний захід від Слатіни, 38 км на схід від Крайови.

## Населення
За даними перепису населення 2002 року у селі проживали 2009 осіб. Рідною мовою 2008 осіб (> 99,9%) назвали румунську.
Національний склад населення села:
| Національність | Кількість осіб | Відсоток |
| -------------- | -------------- | -------- |
| румуни         | 1790           | 89,1%    |
| цигани         | 218            | 10,9%    |